# Fiona
Fiona je ženské křestní jméno keltského původu. Pochází z gaelského slova fionn s výchozím významem bílý, světlý, respektive oheň. Fionn mac Cumhail byl legendární irský hrdina, který se stal vševědoucí tím, že snědl kouzelného lososa.
Fionn(g)uala znamená bílé rameno. V Irské pověsti Fionnuala byla jedna ze čtyř dětí Lira, kteří byli přeměněny do labutě po dobu 900 let.

## Domácké podoby
Fia, Fifi, Fion

## Nositelky jména Fiona
- Fiona Apple, americká zpěvačka a hudebnice
- Minnie Driver, britská herečka
- Fionnula Flanagan, americká herečka
- Finola Hughes, americká herečka
- Fiona May, britská atletka
- Julia Roberts, americká herečka
- Fiona Shaw, britská herečka

## Nositelé jména Fionn
- Fionn Regan, irský písničkář